# Шилова
Ши́лова (рос. Шилова) — присілок у складі Каменського міського округу Свердловської області.
Населення — 247 осіб (2010, 286 у 2002).
Національний склад станом на 2002 рік: росіяни — 94 %.